# اوگما
در اساطیر ایرلندی, اوگما خدای فصاحت, بلاغت و سخنوری است. اختراع خط اوگام (خط سنتی ایرلند) به او نسبت داده می‌شود. در جریان نبرد ماگ تورا, شمشیر اوگما نقش مهمی در پیروزی توآتا دی دانان داشت. اوگما ایرلندی معادل اوگمیوس سلت‌های گالیاست. لوسیان مورخ یونانی سوری از پرستش ایزد اوگمیوس توسط سلت‌ها یاد کرده است و آن را با هرکول (هراکلس) یونانی مقایسه نموده است. اما قدرت این هرکول گالی در قدرت جسمانی‌اش نبود بلکه قدرت او در زنجیری بود که زبانش را به گوش‌های کسانی که به گوش می‌دادند, وصل می‌کرد.